# Feriados em Portugal
Os feriados em Portugal consistem num misto de feriados civis e religiosos, observados a nível nacional, regional ou municipal. Existem 14 feriados nacionais, sendo 13 obrigatórios e 1 opcional (Terça-feira de Carnaval). As regiões autónomas e os municípios têm os seus próprios feriados particulares.

## História
Desde tempos imemoriais que existem dias de descanso para festejar algum acontecimento relevante, geralmente religioso. Na Europa, a influência cristã levou a que o domingo fosse considerado um dia de descanso do trabalho.
Em Portugal, na sequência da Restauração da Independência (em 1 de dezembro de 1640), as Cortes de Lisboa de 1641 aprovaram que o dia 1 de Dezembro deveria ser celebrado com um Te Deum em todas as sés do país (no caso de Lisboa, esse tipo de comemoração manteve-se durante mais de 200 anos, até à década de 1860, quando aquela data passou a ser comemorada de forma mais laica).:52

### Monarquia Constitucional

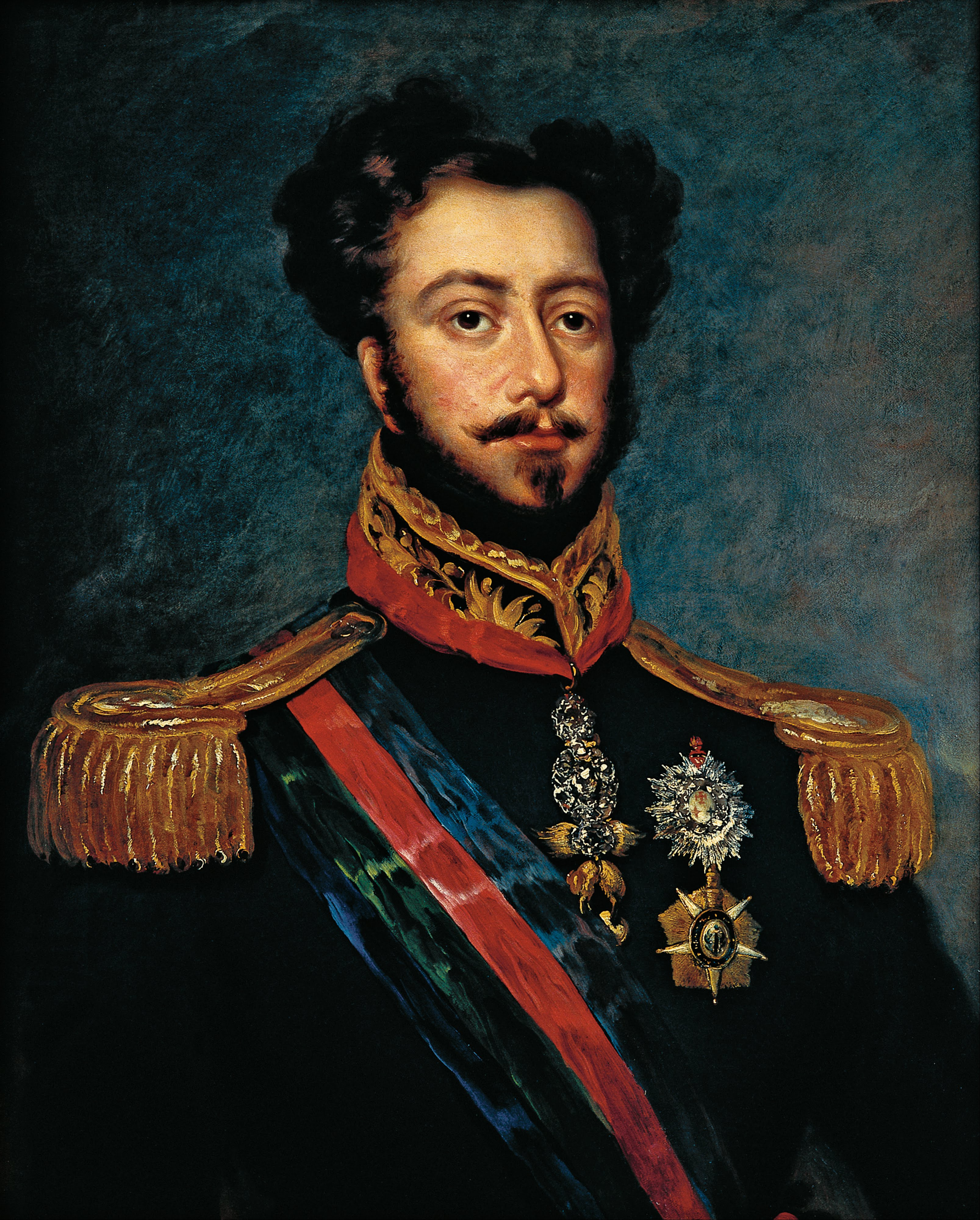
Em finais do século XIX e inícios do XX, eram comemoradas 3 datas relacionadas com o Rei D. Pedro IV (na imagem): 29 de abril (outorga da Carta Constitucional de 1826), 24 de julho (libertação de Lisboa, em 1833) e 24 de setembro (morte, em 1834).

No caso de Portugal, os feriados enquanto dias de descanso para celebrar acontecimentos cívicos foram gradualmente instituídos na Monarquia Constitucional. Em finais do século XIX e inícios do século XX eram "dias de grande gala", e portanto, feriados nacionais, os dias 1 de janeiro (Ano Novo), 21 de março (aniversário de Príncipe Luís Filipe), 29 de abril (outorga da Carta Constitucional de 1826), 24 de julho (libertação de Lisboa pelo Exército Liberal, em 1833),:60 28 de setembro (duplo aniversário do Rei D. Carlos I e da Rainha D. Amélia) e 25 de dezembro (Natal).:60
Também eram considerados feriados os aniversários da morte dos Reis anteriores.:62 O dia 24 de setembro (morte do Rei D. Pedro IV, em 1834) foi sempre observado como feriado;:60 em relação aos outros monarcas, o dia da sua morte era feriado durante os reinados seguintes, mas depois acabava por ser abolido. Assim, entre 1897 e 1908 — durante o reinado de D. Carlos I (1889–1908) —, Portugal assinalava o dia 19 de outubro (morte de D. Luís I, em 1889). Durante o curto reinado de D. Manuel II (1908–1910), o 19 de outubro foi mantido mas também se passou a assinalar o 1 de fevereiro (Regicídio de 1908).:63
A lei também previa os "dias em que são proibidos os espetáculos e divertimentos públicos" e que coincidiam parcialmente com os feriados.:63 Esta lista era constituída por 3 dias da Semana Santa (Quarta-Feira de Trevas, Quinta-feira de Endoenças e Sexta-feira da Paixão), o 2 de novembro (Dia dos Fiéis Defuntos) e dias onde se assinalavam a morte dos Reis.:63
Por último, existiam os "dias de simples gala", que eram assinalados a título privado pela Família Real e não eram considerados feriados nacionais. Para além dos aniversários de membros da Família Real e dos eventuais casamentos reais, eram considerados de "simples gala" os dias do Corpo de Deus, Coração de Jesus, 1 de dezembro (Restauração da Independência) e 8 de dezembro (Imaculada Conceição).:60-61
Em 1892, a Comissão Central 1.º de Dezembro propôs ao governo de Dias Ferreira que o dia 1 de dezembro passasse a ser um dia de grande gala (e logo feriado nacional), como forma de aumentar o patriotismo no contexto da grave crise financeira que Portugal estava então a viver. Contudo, essa mudança não foi aprovada.:61

### Primeira República e Ditadura Nacional

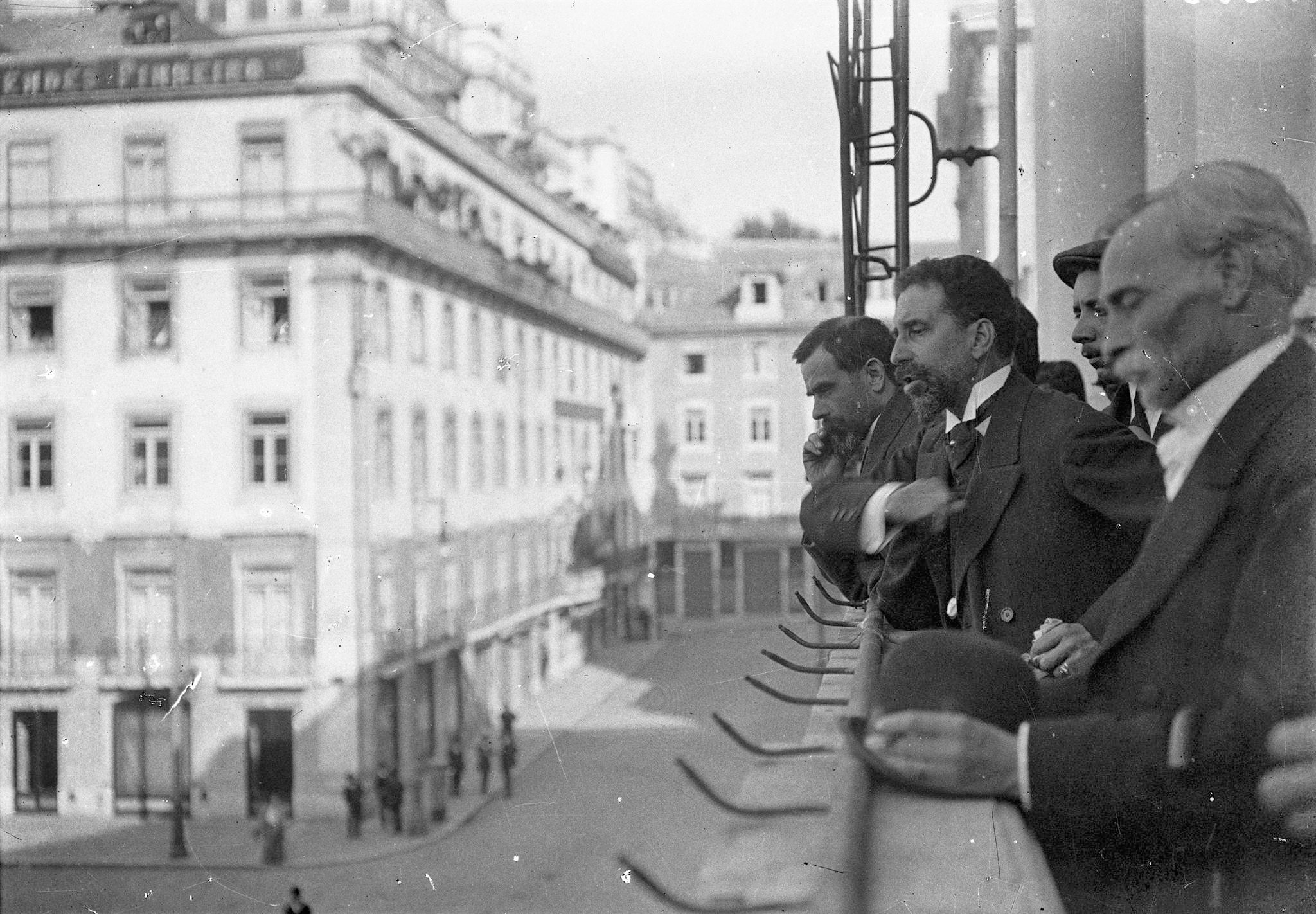
Após a Proclamação da República, em 1910, o governo fez uma reforma abrangente do sistema de feriados que durou, com poucas alterações, até meados do século XX.

A implantação da República, em 5 de outubro de 1910, resultou numa radical mudança da lista de feriados.:65 Um decreto de 12 de outubro aboliu todos os dias santificados e estabeleceu 5 feriados nacionais (todos laicos), sendo eles o 1 de janeiro, 31 de janeiro, 5 de outubro, 1 de dezembro e 25 de dezembro. Embora coincidindo com as datas de algumas celebrações religiosas, todos os feriados criados em 1910 eram laicos: assim, o 1 de janeiro passou a ser observado como o Dia da Fraternidade Universal em vez da Circuncisão do Senhor e o 25 de dezembro passou a ser o Dia da Família em vez do Natal.:67 O 31 de janeiro era consagrado aos Precursores e Mártires da República (homenagem à revolta de 31 de janeiro de 1891), o 5 de outubro aos Heróis da República e o 1 de dezembro à Autonomia da Pátria Portuguesa.
Em 1912 é criado um sexto feriado — o 3 de maio — correspondente à data tradicional em que se observava a descoberta do Brasil.
Em 1929, já durante a Ditadura Nacional, o dia 10 de junho (que até então era o feriado municipal de Lisboa, assinalando a morte de Luís de Camões, em 1580), passou a ser o principal feriado nacional, consagrado à Festa Nacional.
Ao longo da Primeira República, para além dos feriados regulares, foram em diversas ocasiões decretados dias feriados excecionais, entre eles o dia 20 de abril de 1913 (2.º aniversário da Lei da Separação do Estado das Igrejas), o dia 18 de outubro de 1917 (1.º centenário da execução de Gomes Freire de Andrade e de seus companheiros), o dia 9 de abril de 1921 (dia da trasladação para o Mosteiro da Batalha dos restos mortais dos Soldados Desconhecidos), e o dia 5 de fevereiro de 1924 (homenagem a Luís de Camões).

### Estado Novo

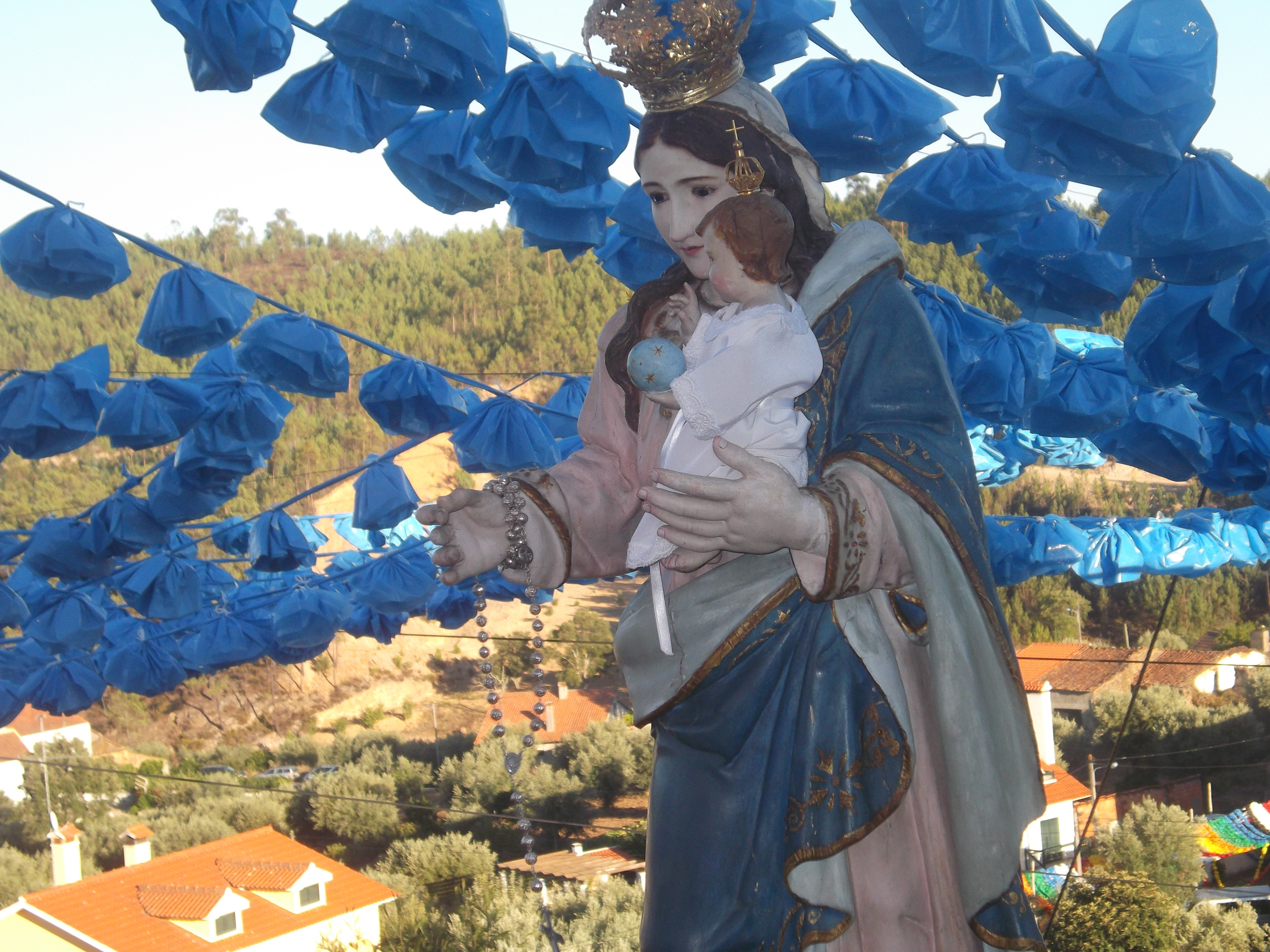
Em 1952, o governo fez uma reforma abrangente dos feriados. Entre outras alterações, foi criado o feriado da Assunção de Nossa Senhora (15 de agosto).

O Estado Novo manteve o regime de feriados herdado da Primeira República durante quase 20 anos. A primeira mudança no número de feriados só ocorreu em 1948, com a criação (ou restauração) da observância do 8 de dezembro (então com a designação Dia da Consagração de Portugal à Imaculada Conceição), elevando assim o número de feriados nacionais para 8. Na mesma altura, foi lançada uma comissão para rever os feriados, em conjunto com a Santa Sé.
Em inícios de 1952 foi publicada uma reforma abrangente do sistema de feriados: dois feriados civis -31 de janeiro e 3 de maio — e um religioso - Quinta-Feira da Ascensão - foram extintos e em vez disso foram criados 3 feriados religiosos — Corpo de Deus, Assunção de Nossa Senhora (15 de agosto) e Todos-os-Santos (1 de novembro). Além disso, o feriado da Festa Nacional (10 de junho) passou a ser o Dia de Portugal (para além da Festa Nacional) ao qual Salazar, no decorrer da inauguração do Estádio Nacional do Jamor em 1944 tinha acrescentado o epíteto de dia da "Raça" e o 5 de outubro passou a estar consagrado à Implantação da República (e não aos Heróis da República). Por último, os dias 1 de janeiro e 25 de dezembro voltaram oficialmente a ser feriados religiosos (Circuncisão e Natal, respetivamente) e o feriado de 8 de dezembro também passou a ser apenas o Dia da Imaculada Conceição. Como resultado do Concílio Vaticano II, a festa da Circuncisão do Senhor desapareceu do calendário litúrgico, passando a celebrar-se no primeiro dia do ano a Solenidade de Santa Maria, Mãe de Deus. Portanto, Portugal passou a contar com 9 feriados nacionais.

### Terceira República

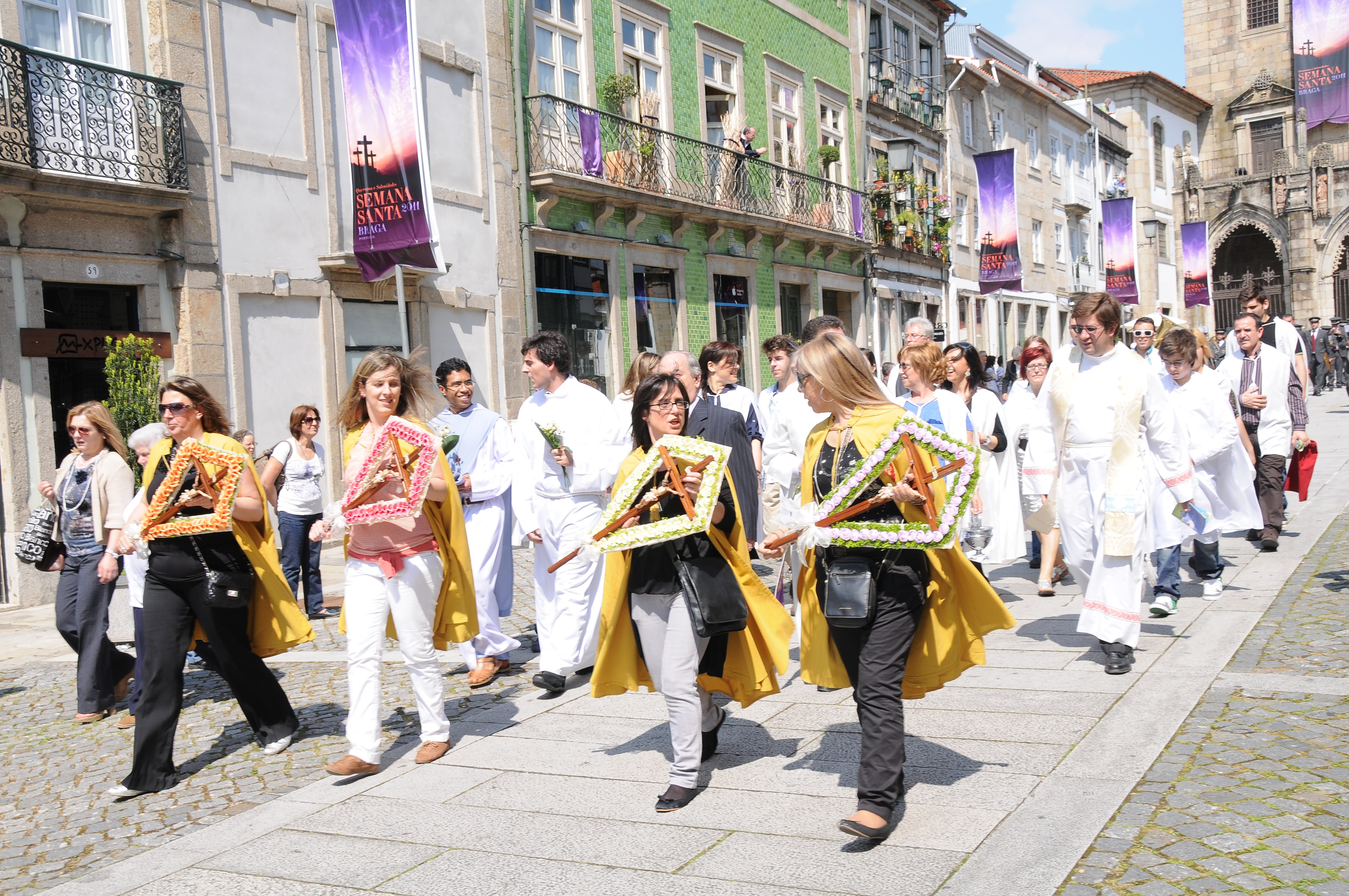
O Domingo de Páscoa tornou-se feriado nacional em 2003.

Poucos dias depois do 25 de Abril de 1974, a Junta de Salvação Nacional instituiu o dia 1 de maio como feriado nacional obrigatório, para ser observado como Dia do Trabalhador. No ano seguinte, em abril, é criado o feriado do dia 25 de abril, inicialmente com a designação Dia de Portugal. Em dezembro de 1975, o regime de feriados no setor público e privado é uniformizado, esclarecendo-se que, para além dos 11 feriados obrigatórios, poderiam ser observados a Sexta-Feira Santa ou a Segunda-Feira de Páscoa, o 24 ou 26 de dezembro e o feriado municipal da localidade. No caso dos trabalhadores do setor público, a observância do feriado deveria ser aprovada por despacho governamental publicado até 15 dias antes da data a ser observada. No caso dos trabalhadores do setor privado (e das empresas públicas) a observância dos feriados seria fixada pelos instrumentos de regulação coletiva de trabalho (por exemplo, contratos de trabalho ou acordos de empresa).
Em 1976, a Sexta-Feira Santa passou a ser um feriado obrigatório, embora a lei permitisse que fosse observada "noutro dia com significado local no período da Páscoa" (por exemplo, a Segunda-Feira de Páscoa). Também nesse ano, os dias 24 e 26 de dezembro foram retirados da lista de feriados facultativos, e foi nela introduzida a Terça-feira de Carnaval. Apesar disso, a legislação continuou a permitir que os feriados facultivos fossem observados em qualquer outro dia que fosse acordado entre o empregador e trabalhador. Deste modo, Portugal passou a contar com 12 feriados obrigatórios e 1 feriado nacional facultativo (Terça-feira de Carnaval).
Em março de 1977, o 10 de junho passou a ser observado como Dia de Camões e Dia das Comunidades. Um ano depois, em março de 1978, ocorrem novas alterações ao significado dos feriados: o feriado de 25 de abril foi renomeado Dia da Liberdade e o de 10 de junho passou a ser o Dia de Camões, de Portugal e das Comunidades Portuguesas.
Por fim, o Código do Trabalho de 2003 oficializou o Domingo de Páscoa como o 13.º feriado nacional obrigatório.

#### Feriados eliminados em 2013–2015

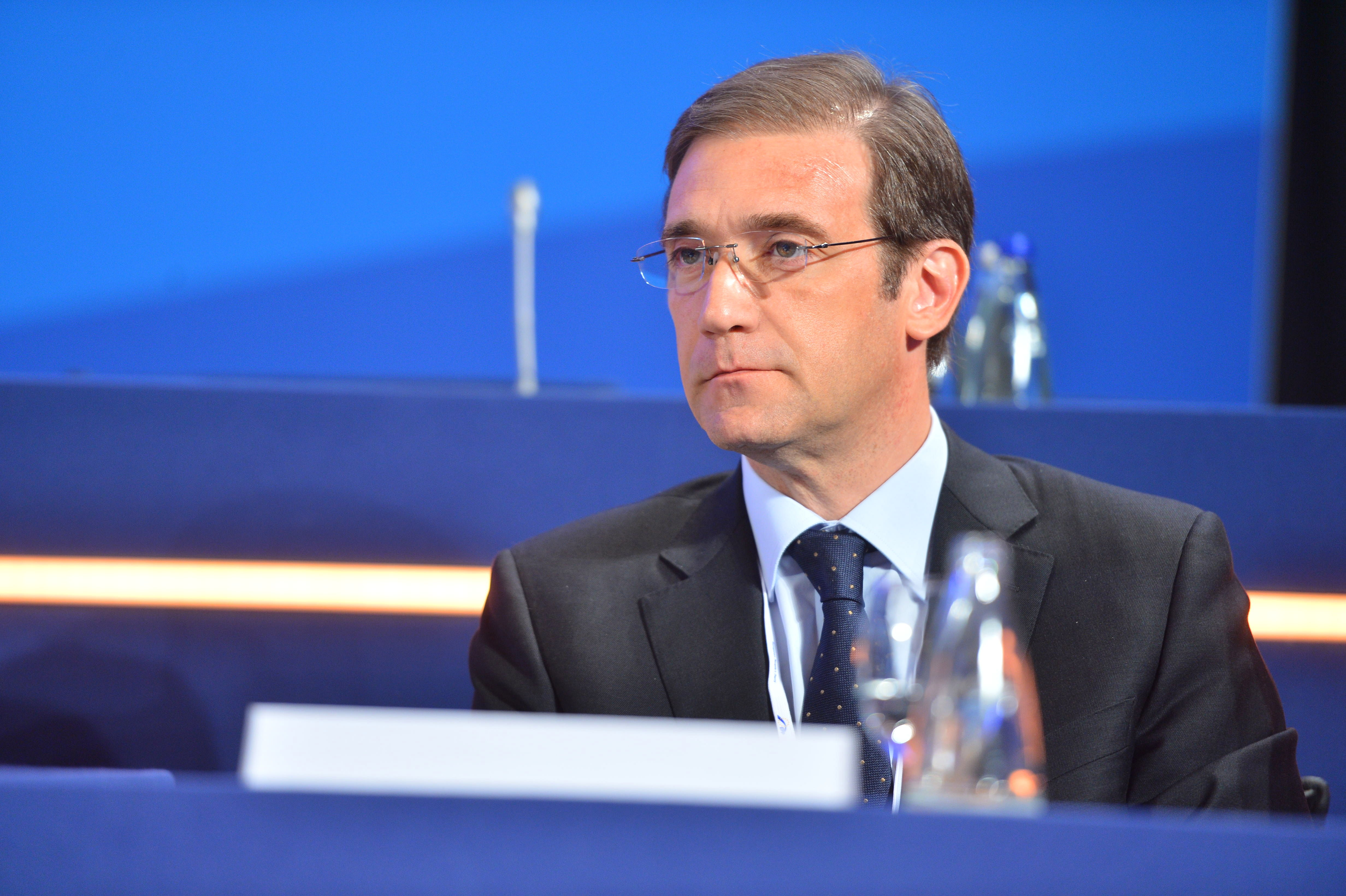
Pedro Passos Coelho, em outubro de 2012.

Em 2012, o governo de coligação de Pedro Passos Coelho eliminou 4 feriados, sendo eles 2 feriados religiosos — Corpo de Deus (móvel) e de Todos os Santos (1 de novembro) — e 2 feriados civis — Implantação da República (5 de outubro) e Restauração da Independência (1 de dezembro). A medida foi controversa desde o início, mas acabou por entrar em vigor em 2013 e foi apresentada pelo governo como necessária para aumentar a produtividade e competitividade, no contexto da resgate da Troika de 2011–2014 (apesar de tal medida nunca ter sido exigida pelo Memorando de Entendimento). Para eliminar os feriados religiosos o governo teve que negociar com a Igreja Católica, pois a lista de feriados religiosos não só constava do Código do Trabalho de 2009 como também estava incluída na Concordata de 2004. Um acordo informal foi alcançado em 8 de maio de 2012 que permitia que os feriados do Corpo de Deus e de Todos-os-Santos deixassem de ser observados. Contudo, diferentemente dos feriados civis, o acordo estabelecia que os feriados religiosos seriam suspensos temporariamente, e não eliminados. A suspensão duraria 5 anos, no mínimo, ao fim da qual o governo e a Santa Sé reavaliariam em conjunto os efeitos da medida e se se justificava continuar com ela.
Na sequência das eleições legislativas de 2015, o governo de António Costa assumiu restaurar os 4 feriados, uma intenção que foi saudada pela Igreja (o acordo de 2012 era informal). A restauração dos quatro feriados foi aprovada em 23 de fevereiro desse ano. Todos os partidos votaram a favor, exceto o PSD e do CDS-PP, que se abstiveram. Durante as comemorações de 2016 da Restauração da Independência (1 de dezembro), o Presidente Marcelo Rebelo de Sousa declarou que "este feriado nunca deveria ter sido suspenso", que "a nossa pátria depende da nossa independência" e que "a nossa independência política, que se deve às Forças Armadas, é o garante de um Estado de Direito; a nossa independência económica, que tem de se fazer com crescimento, rigor e justiça social". Pedro Passos Coelho (então já era Líder da Oposição) e o PSD não participaram nas cerimónias, ao contrário do que fez o CDS-PP de Assunção Cristas.

## Visão geral
A maior parte da legislação sobre os feriados está incluída no Código do Trabalho de 2009 e suas posteriores revisões. Segundo o artigo 234.º desta lei, existem 13 feriados nacionais obrigatórios e 1 opcional (Terça-feira de Carnaval). Nos feriados obrigatórios encerram todas as atividades laborais que normalmente também fecham ao domingo (tais como escolas, bancos, correios e repartições públicas assim como muitas lojas, supermercados e fábricas). O Código considera a Terça-feira de Carnaval e o feriado municipal da localidade como feriados facultativos. Estes só são observados caso tal esteja previsto no contrato de trabalho de cada empregado ou caso o seu empregador o autorize. Desde 1978 que o governo de Portugal tem dado tolerância de ponto aos seus funcionários na Terça-feira de Carnaval (as únicas exceções ocorreram em 1993 e em 2012–2015). Uma decisão do Supremo Tribunal de Justiça de 1996 esclareceu que os feriados facultativos não são verdadeiros feriados; deste modo, estes dias são considerados dias úteis no contexto da contagem de prazos, exceto se o serviço ao qual o cidadão tiver de recorrer estiver encerrado no dia do feriado facultativo.
Nas regiões autónomas dos Açores e da Madeira, para além dos feriados nacionais, são observados feriados regionais. Este tipo de feriado tem sido considerado como um feriado obrigatório. Nos Açores é observado um feriado regional (Segunda-feira do Espírito Santo) e na Madeira são observados dois (1 de Julho e 26 de dezembro).
Já os feriados municipais são considerados feriados opcionais pelo que só são observados se tal estiver previsto no contrato de trabalho de cada empregado (individual ou coletivo). Cada município escolhe 1 dia para ser observado como feriado municipal, que geralmente corresponde ao dia do padroeiro da localidade-sede ou a uma data importante na História do município. Inicialmente circunscritos a alguns municípios, os feriados municipais generalizaram-se por todo o país nas décadas de 1960 e 1970.
Os trabalhadores que não trabalhem num feriado recebem a remuneração que receberiam num dia normal de trabalho. Já aqueles que tiverem que trabalhar no dia de descanso semanal ou num dia feriado têm — pelo Código do Trabalho — o direito a receber o salário normal com um acréscimo de 50% e a usufruir de um descanso compensatório igual a metade do número de horas que trabalharam no dia feriado, artigos 268º e 269º do código do trabalho. Em todo o caso, os contratos coletivos de trabalho podem estabelecer valores mais "generosos" para estas compensações do que os definidos no Código. Os valores das compensações previstos no Código do Trabalho de 2009 foram alterados em 2012 (com efeitos a partir de 1 de agosto desse ano) por imposição do Memorando de Entendimento com a Troika de 2011; até essa altura, a lei laboral definia (pelo menos desde 2003) que quem trabalhasse no dia de descanso semanal ou num feriado receberia o salário normal com um acréscimo de 100% ou teria um descanso compensatório igual ao número de horas trabalhadas. Uma vez que existiam contratos coletivos de trabalho que estabeleciam compensações maiores do que as que o Código previa, a revisão de 2012 suspendeu todas essas disposições por 2 anos, até 31 de julho de 2014. A revisão ao Código também previa que caso os contratos coletivos de trabalho não fossem revistos até essa data, as compensações pelo trabalho aos domingos e feriados seriam automaticamente cortadas em metade, até aos valores mínimos definidos no Código do Trabalho. Uma decisão do Tribunal Constitucional de 2013 considerou que era legal suspender temporariamente esse tipo de cláusulas dos contratos coletivos de trabalho, mas considerou que era ilegal que os valores das compensações fossem cortados automática e permanentemente só porque os contratos não foram revistos. O governo de Pedro Passos Coelho acabou por cumprir a decisão, mas prolongou a suspensão dos contratos coletivos até 31 de dezembro de 2014.

## Feriados nacionais
| Data                                                         | Nome                            | Observações |
| ------------------------------------------------------------ | ------------------------------- | --- |
| 1 de janeiro                                                 | Solenidade da Santa Mãe de Deus | Assinala no primeiro dia do novo ano civil, a proclamação solene da Virgem Maria como verdadeira Mãe de Cristo, o filho de Deus, sendo a festa mariana mais antiga do Ocidente, começando a ser comemorada no século VI em Roma. É também o Dia Mundial da Paz. |
| Terça-feira, festa móvel (entre 3 de Fevereiro e 9 de Março) | Entrudo                         | A data tem origem na tradição pagã de celebrar o final do inverno e foi depois adaptada pela Igreja Católica marcando agora o período de 40 dias antes da Semana Santa (Quaresma), ou 47 dias antes da Páscoa, sendo conhecido por Carnaval. Celebrado a 4 de março de 2025 e 17 de fevereiro de 2026. O dia de Entrudo é um feriado opcional. só poderá ser considerado feriado por Decreto-Lei em Diário da República no início de cada ano. O Estado tem dado o feriado aos seus funcionários quase todos os anos desde 1978, quer durante períodos de crescimento económico, quer durante períodos de crise (incluindo durante os resgates do FMI de 1977–1979 e 1983–1985). As únicas exceções foram em 1993 e em 2012–2015. |
| Sexta-feira, festa móvel (entre 20 de Março e 23 de Abril)   | Sexta-Feira Santa               | Sexta-Feira anterior à Páscoa. Em algumas localidades este feriado pode ser celebrado noutra data na época da Páscoa de acordo com a tradição local. Celebrada antes do Domingo de Páscoa. É a data em que os cristãos lembram o julgamento, paixão, crucificação, morte e sepultura de Jesus Cristo, |
| Domingo, festa móvel (entre 22 de Março e 25 de Abril)       | Páscoa                          | Os cristãos celebram a Ressurreição de Jesus Cristo depois da sua morte por crucificação (ver Sexta-Feira Santa) que teria ocorrido nesta época do ano em 30 ou 33 da Era Comum. Primeiro Domingo após a primeira lua cheia (na realidade a data é calculada e pode diferir um ou dois dias da lua cheia em alguns locais de mundo) que se verificar depois do dia 21 de Março (coincidindo assim com o início da Primavera do Hemisfério Norte). Esta data cai sempre entre 22 de Março e 25 de Abril. Celebrada a 20 de abril de 2025 e 5 de abril de 2026. As tradições gastronómicas da Páscoa variam muito entre as diversas regiões do país, desde o Pão-de-Ló ao Folar. Em algumas regiões, a tradição do Compasso ainda se mantém, mesmo nas grandes cidades, quando um pequeno grupo visita cada casa com um crucifixo e onde é feita uma pequena cerimónia de bênção da casa. Também é altura da segunda visita tradicional dos afilhados solteiros aos respectivos padrinhos para receberem a prenda de Páscoa. 7 dias antes, no Domingo de Ramos, os jovens oferecem flores à madrinha. Para o cálculo do dia, ver Cálculo da Páscoa |
| 25 de abril                                                  | Dia da Liberdade                | Celebração da Revolução dos Cravos que marcou o fim em 1974 do Estado Novo. |
| 1 de maio                                                    | Dia do Trabalhador              | Celebra o trabalhador e o trabalho, e é uma data marcada por manifestações, demonstrações políticas e/ou celebrações por parte de sindicatos, associações, partidos políticos, entre outros. Dia de São José Operário, o Carpinteiro, padroeiro dos Trabalhadores. Neste dia é também celebrada a festa das Maias |
| Quinta-feira, festa móvel (entre 21 de Maio e 24 de Junho)   | Corpo de Deus                   | Quinta-feira da 2.ª semana após o Pentecostes (50 dia equivalem ao Pentecostes, mais 10 dias, perfaz 60 dias após a Páscoa). Por acordo entre a Santa Sé e a República Portuguesa, este feriado esteve suspenso, como feriado civil, entre 2013 e 2015 (inclusive), tendo continuado a ser celebrado pelos crentes, no domingo seguinte. |
| 10 de junho                                                  | Dia de Portugal                 | Oficialmente Dia de Portugal, de Camões e das Comunidades Portuguesas. A data da morte de Luís Vaz de Camões, em 1580, é utilizada para relembrar não só os feitos passados, como os milhões de Portugueses que vivem fora do seu país natal. A nível religioso, é ainda o dia do Santo Anjo da Guarda de Portugal, celebrando a essência espiritual na figura de um arcanjo que protege a nação portuguesa. É celebrado o Dia das Forças Armadas. |
| 15 de agosto                                                 | Assunção de Nossa Senhora       | É a solenidade da Igreja Católica referente à elevação de Maria em corpo e alma à eternidade, para junto de Deus, de forma definitiva. |
| 5 de outubro                                                 | Implantação da República        | Celebra a Implantação da República Portuguesa, em 1910, que põe termo à monarquia então vigente e relembra a assinatura do Tratado de Zamora em que Afonso VII de Leão e Castela reconhecia Portugal como reino independente em 1143. Por decisão do Governo, este feriado civil esteve suspenso entre 2013 e 2015 (inclusive), de forma a fomentar "o aumento da produtividade"; durante este período, as cerimónias oficiais decorreram sempre como previsto, com intervenções políticas no próprio dia, embora com reduzida participação popular. |
| 1 de novembro                                                | Todos os Santos                 | Celebra todos os santos e mártires católicos cristãos. Tradicionalmente utilizado para recordar os mortos. O Dia dos Fiéis Defuntos é 2 de Novembro mas, por questões de ordem prática, passou-se a usar o 1 de Novembro para recordar os mortos. Relembra-se o Terramoto de 1755. Por acordo entre a Santa Sé e a República Portuguesa, este feriado esteve suspenso, como feriado civil, entre 2013 e 2015 (inclusive), tendo continuado a ser celebrado pelos crentes no próprio dia. |
| 1 de dezembro                                                | Restauração da Independência    | Celebra a restauração da independência de Portugal em 1640, que põe fim aos 60 anos de domínio espanhol. É também celebrado o Dia da Bandeira, devido à sua apresentação oficial neste dia. Por decisão do Governo, este feriado civil esteve suspenso entre 2013 e 2015 (inclusive), de forma a fomentar "o aumento da produtividade"; durante este período, as cerimónias oficiais decorreram sempre como previsto, embora em dia não útil de forma a permitir a participação popular. |
| 8 de dezembro                                                | Imaculada Conceição             | Rainha e Padroeira de Portugal e de todos os Povos de Língua Portuguesa, desde 25 de Março de 1646, por declaração de D. João IV |
| 25 de dezembro                                               | Natal                           | O Natal é a solenidade cristã que simboliza o Nascimento de Jesus. Por muitos é considerada quase como a festa de família, pois, tradicionalmente, ela reúne-se em volta da mesa na noite de 24 para 25, conhecida como Consoada, onde são saboreados os pratos típicos da época natalícia, que variam de região para região. À meia-noite do dia 25, algumas famílias portuguesas cristãs continuam a manter a tradição de ir à Missa do Galo. À meia-noite ou na manhã do dia 25, é feita a troca de presentes. |

### Datas em2025
| Data           | Dia da semana | Feriado                      |
| -------------- | ------------- | ---------------------------- |
| 1 de Janeiro   | Quarta-feira  | Santa Mãe de Deus            |
| 4 de março     | Terça-feira   | Carnaval                     |
| 18 de abril    | Sexta-feira   | Sexta-Feira Santa            |
| 20 de abril    | Domingo       | Páscoa                       |
| 25 de abril    | Sexta-feira   | Dia da Liberdade             |
| 1 de maio      | Quinta-feira  | Dia do Trabalhador           |
| 10 de junho    | Terça-feira   | Dia de Portugal              |
| 19 de junho    | Quinta-feira  | Corpo de Deus                |
| 15 de agosto   | Sexta-feira   | Assunção de Nossa Senhora    |
| 5 de outubro   | Domingo       | Implantação da República     |
| 1 de novembro  | Sábado        | Todos os Santos              |
| 1 de dezembro  | Segunda-feira | Restauração da Independência |
| 8 de dezembro  | Segunda-feira | Imaculada Conceição          |
| 25 de dezembro | Quinta-feira  | Natal                        |

### Datas em2026
| Data            | Dia da semana | Feriado                      |
| --------------- | ------------- | ---------------------------- |
| 1 de janeiro    | Quinta-feira  | Santa Mãe de Deus            |
| 17 de fevereiro | Terça-feira   | Carnaval                     |
| 3 de abril      | Sexta-feira   | Sexta-Feira Santa            |
| 5 de abril      | Domingo       | Páscoa                       |
| 25 de abril     | Sábado        | Dia da Liberdade             |
| 1 de maio       | Sexta-feira   | Dia do Trabalhador           |
| 4 de junho      | Quinta-feira  | Corpo de Deus                |
| 10 de junho     | Quarta-feira  | Dia de Portugal              |
| 15 de agosto    | Sábado        | Assunção de Nossa Senhora    |
| 5 de outubro    | Segunda-feira | Implantação da República     |
| 1 de novembro   | Domingo       | Todos os Santos              |
| 1 de dezembro   | Terça-feira   | Restauração da Independência |
| 8 de dezembro   | Terça-feira   | Imaculada Conceição          |
| 25 de dezembro  | Sexta-feira   | Natal                        |

## Feriados regionais
Inicialmente, os feriados regionais eram considerados feriados opcionais, de forma similar aos municipais. Contudo, gradualmente passaram a ser considerados feriados obrigatórios. Em 2002, a Região Autónoma da Madeira criou um segundo feriado regional — 26 de Dezembro, a Primeira Oitava — reconhecendo a tradição secular de comemoração do Natal naquela região.
| Data | Nome                                                                            | Região Autónoma |
| --- | ------------------------------------------------------------------------------- | --------------- |
| Segunda-feira após o Domingo de Pentecostes (entre 11 de Maio e 14 de Junho) 9 de junho de 2025 25 de maio de 2026 | Dia dos Açores / Segunda-Feira do Espírito Santo / Segunda-Feira de Pentecostes | Açores          |
| 2 de Abril | Dia da Autonomia                                                                | Madeira         |
| 1 de Julho | Dia da Região Autónoma da Madeira e das Comunidades Madeirenses                 | Madeira         |
| 26 de Dezembro | Primeira Oitava                                                                 | Madeira         |

## Feriados municipais
Nos termos do Código do Trabalho, os feriados municipais são opcionais, isto é, podem ser observados pelas empresas mas não necessariamente.[carece de fontes?]

### Datas móveis
| Data | Nome                                                                            | Concelhos |
| --- | ------------------------------------------------------------------------------- | --- |
| Segunda-feira após a Páscoa (entre 23 de Março e 26 de Abril) 21 de abril de 2025 6 de abril de 2026                                                           | Segunda-feira de Páscoa                                                         | Avis, Borba, Caminha, Campo Maior, Cuba, Freixo de Espada à Cinta, Ílhavo, Mação, Mora, Penamacor, Ponte de Sor, Portel, Redondo |
| Segunda-feira após a Páscoa (entre 23 de Março e 26 de Abril) 21 de abril de 2025 6 de abril de 2026                                                           | Nossa Senhora da Luz                                                            | Castelo de Vide |
| Segunda-feira após a Páscoa (entre 23 de Março e 26 de Abril) 21 de abril de 2025 6 de abril de 2026                                                           | Nossa Senhora da Boa Viagem                                                     | Constância |
| Segunda-feira após a Páscoa (entre 23 de Março e 26 de Abril) 21 de abril de 2025 6 de abril de 2026                                                           | São Gregório                                                                    | Crato |
| Segunda-feira após a Páscoa (entre 23 de Março e 26 de Abril) 21 de abril de 2025 6 de abril de 2026                                                           | Nossa Senhora da Graça                                                          | Nisa |
| Segunda-feira após a Páscoa (entre 23 de Março e 26 de Abril) 21 de abril de 2025 6 de abril de 2026                                                           | Nossa Senhora do Carmo da Serra (de São Miguel)                                 | Sousel |
| Segunda Segunda-feira após a Páscoa (entre 30 de Março e 3 de Maio) 28 de abril de 2025; 13 de abril de 2026                                                   | Segunda-feira de Pascoela (Nossa Senhora da Boa Nova)                           | Alandroal |
| Segunda Segunda-feira após a Páscoa (entre 30 de Março e 3 de Maio) 28 de abril de 2025; 13 de abril de 2026                                                   | Segunda-feira de Pascoela (Nossa Senhora dos Prazeres)                          | Monforte |
| Segunda Segunda-feira após a Páscoa (entre 30 de Março e 3 de Maio) 28 de abril de 2025; 13 de abril de 2026                                                   | Segunda-feira de Pascoela (Nossa Senhora dos Prazeres / Nossa Senhora da Graça) | Sabugal |
| Terceira Segunda-feira após a Páscoa (entre 6 de Abril e 10 de Maio) 5 de maio de 2025; 20 de abril de 2026                                                    | Nossa Senhora do Almortão                                                       | Idanha-A-Nova |
| Terça-feira que segue o primeiro domingo depois da Páscoa ou 9 dias depois da Páscoa. (entre 31 de Março e 4 de Maio) 29 de abril de 2025; 14 de abril de 2026 | Nossa Senhora de Mércoles                                                       | Castelo Branco |
| Quinta Segunda-feira após a Páscoa (entre 27 de Abril e 31 de Maio) 26 de maio de 2025; 11 de maio de 2026                                                     | Senhor Santo Cristo dos Milagres                                                | Ponta Delgada |
| Sexta Quinta-feira após o Domingo de Páscoa (entre 30 de Abril e 3 de Junho) 29 de maio de 2025 14 de maio de 2026                                             | Ascensão de Jesus / Quinta-feira da Ascensão / Dia da Espiga                    | Alcanena, Alenquer, Almeirim, Alter do Chão, Alvito, Anadia, Ansião, Arraiolos, Arruda dos Vinhos, Azambuja, Beja, Benavente, Cartaxo, Chamusca, Estremoz, Golegã, Loulé, Mafra, Marinha Grande, Mealhada, Melgaço, Monchique, Mortágua, Oliveira do Bairro, Quarteira, Salvaterra de Magos, Santa Comba Dão, Sobral de Monte Agraço, Torres Novas, Vidigueira, Vila Franca de Xira |
| Segunda-feira após o Domingo de Pentecostes (entre 11 de Maio e 14 de Junho) 9 de junho de 2025; 25 de maio de 2026                                            | Pentecostes (Festa de São Geraldo)                                              | Águeda |
| Segunda-feira após o Domingo de Pentecostes (entre 11 de Maio e 14 de Junho) 9 de junho de 2025; 25 de maio de 2026                                            | Pentecostes / Divino Espírito Santo                                             | Vagos |
| Terça-Feira após o Domingo de Pentecostes (entre 12 de Maio e 15 de Junho) 10 de junho de 2025; 26 de maio de 2026                                             | Terça-feira de Pentecostes                                                      | Matosinhos |
| Sexta-feira a seguir ao Dia de Corpo de Deus (entre 22 de Maio e 25 de Junho) 20 de junho de 2025; 5 de junho de 2026                                          | Oitava do Corpo de Deus                                                         | Povoação (Açores) |
| Segunda-feira após o segundo Domingo de Julho (entre 9 e 15 de Julho) 14 de julho de 2025; 13 de julho de 2026                                                 | Nossa Senhora do Bom Despacho                                                   | Maia |
| Segunda-feira após o terceiro Domingo de Julho (entre 16 e 22 de Julho) 21 de julho de 2025; 20 de julho de 2026                                               | Nossa Senhora das Febres                                                        | Carregal do Sal |
| Segunda-feira após o terceiro Domingo de Julho (entre 16 e 22 de Julho) 21 de julho de 2025; 20 de julho de 2026                                               | Divino Salvador                                                                 | Paredes |
| Segunda-feira após o último Domingo de Julho (entre 26 de Julho e 1 de Agosto) 28 de julho de 2025; 27 de julho de 2026                                        | Nosso Senhor dos Aflitos                                                        | Lousada |
| Segunda-feira após o primeiro Domingo de Agosto (entre 2 e 8 de Agosto) 4 de agosto de 2025; 3 de agosto de 2026                                               | Nossa Senhora da Boa Viagem                                                     | Peniche |
| Segunda-feira após o segundo Domingo de Agosto (entre 9 e 15 de Agosto) 11 de agosto de 2025; 10 de agosto de 2026                                             | Nosso Senhor do Calvário                                                        | Gouveia |
| Segunda-feira após o segundo Domingo de Agosto (entre 9 e 15 de Agosto) 11 de agosto de 2025; 10 de agosto de 2026                                             | Santa Margarida                                                                 | Oleiros |
| Segunda-feira após o segundo Domingo de Agosto (entre 9 e 15 de Agosto) 11 de agosto de 2025; 10 de agosto de 2026                                             | Nossa Senhora de La Salette                                                     | Oliveira de Azeméis |
| Segunda-feira após o segundo Domingo de Agosto (entre 9 e 15 de Agosto) 11 de agosto de 2025; 10 de agosto de 2026                                             | Senhor Santo Cristo dos Milagres                                                | Santa Cruz da Graciosa |
| Segunda-feira após o terceiro Domingo de Agosto (entre 16 e 22 de Agosto) 18 de agosto de 2025; 17 de agosto de 2026                                           | Segunda-feira da Senhora do Socorro                                             | Albergaria-a-Velha |
| Segunda-feira após o quarto Domingo de Agosto (entre 23 e 29 de Agosto) 25 de agosto de 2025; 24 de agosto de 2026                                             | Nossa Senhora da Alagada                                                        | Vila Velha de Ródão |
| Segunda Sexta-feira de Setembro (entre 8 e 14 de Setembro) 12 de setembro de 2025; 11 de setembro de 2026                                                      | Festas de Alcoutim                                                              | Alcoutim |
| Terça-feira após o segundo Domingo de Setembro (entre 10 e 16 de Setembro) 16 de setembro de 2025; 15 de setembro de 2026                                      | Festas em Honra de Nossa Senhora da Boa Viagem                                  | Moita |
| Segunda-feira após o primeiro Domingo de Outubro (entre 2 e 8 de Outubro) 6 de outubro de 2025; 5 de outubro de 2026                                           | Nossa Senhora do Rosário                                                        | Gondomar |
| Segunda-feira após o primeiro Sábado de Outubro (entre 3 e 9 de Outubro) 5 de outubro de 2025; 4 de outubro de 2026                                            | Feira da Ladra                                                                  | Vieira do Minho |

### Janeiro
| Data          | Nome                               | Concelhos                                                                  |
| ------------- | ---------------------------------- | -------------------------------------------------------------------------- |
| 11 de Janeiro | Tomada de Óbidos aos mouros        | Óbidos                                                                     |
| 13 de Janeiro | Restauração do município           | Cadaval, Santa Marta de Penaguião, Viana do Alentejo, Vila Nova de Poiares |
| 14 de Janeiro | Batalha das Linhas de Elvas (1659) | Elvas                                                                      |
| 15 de Janeiro | Santo Amaro                        | Santa Cruz (Madeira)                                                       |
| 20 de Janeiro | São Sebastião                      | Santa Maria da Feira                                                       |
| 22 de Janeiro | São Vicente                        | São Vicente, Vila do Bispo                                                 |

### Fevereiro
| Data            | Nome                       | Concelhos        |
| --------------- | -------------------------- | ---------------- |
| 2 de Fevereiro  | Nossa Senhora das Candeias | Mourão           |
| 10 de Fevereiro | Restauração do concelho    | Aguiar da Beira  |
| 18 de Fevereiro | São Teotónio               | Valença do Minho |

### Março
| Data        | Nome                                              | Concelhos                                              |
| ----------- | ------------------------------------------------- | ------------------------------------------------------ |
| 1 de Março  | Fundação do Castelo Templário                     | Tomar                                                  |
| 2 de Março  | Estabelecimento e denominação da sede de concelho | Vila Nova de Paiva                                     |
| 4 de Março  | Outorgação do foral                               | Manteigas                                              |
| 5 de Março  | Outorgação do foral manuelino                     | Ferreira do Alentejo                                   |
| 8 de Março  | São João de Deus                                  | Montemor-o-Novo                                        |
| 12 de Março | Outorgação do foral                               | Monção                                                 |
| 19 de Março | Restauração do município                          | Vizela                                                 |
| 19 de Março | São José                                          | Póvoa de Lanhoso, Santarém, Torre de Moncorvo e Vizela |

### Abril
| Data        | Nome                                   | Concelhos           |
| ----------- | -------------------------------------- | ------------------- |
| 2 de Abril  | Criação do município                   | Alpiarça            |
| 6 de Abril  | Batalha dos Atoleiros                  | Fronteira           |
| 10 de Abril | Restauração dos títulos de vila isenta | Pampilhosa da Serra |
| 10 de Abril | Restauração da Comarca                 | Tábua               |
| 11 de Abril | Criação do município                   | Lagoa (Açores)      |
| 23 de Abril | São Jorge                              | Velas               |
| 26 de Abril | Primeira missa no Brasil               | Belmonte            |

### Maio
| Data       | Nome                                         | Concelhos                  |
| ---------- | -------------------------------------------- | -------------------------- |
| 2 de Maio  | Rainha Santa Mafalda                         | Arouca                     |
| 3 de Maio  | Santa Cruz                                   | Barcelos                   |
| 3 de Maio  | Festa de N.ª Srª ao Pé da Cruz               | Sernancelhe                |
| 4 de Maio  | Nosso Senhor Jesus das Chagas                | Sesimbra                   |
| 8 de Maio  | Criação da Capitania de Machico              | Machico                    |
| 8 de Maio  | Fundação do município                        | Murça                      |
| 12 de Maio | Santa Joana Princesa                         | Aveiro                     |
| 13 de Maio | Elevação a cidade                            | Vila Real de Santo António |
| 14 de Maio | São Frei Gil                                 | Vouzela                    |
| 15 de Maio | Fundação da localidade pela rainha D. Leonor | Caldas da Rainha           |
| 16 de Maio | Feiras Francas                               | Fafe                       |
| 20 de Maio | Outorgação do foral manuelino                | Vinhais                    |
| 21 de Maio | Outorgação do foral de D. Dinis              | Vila Nova de Foz Côa       |
| 22 de Maio | Elevação a cidade e fundação da diocese      | Leiria                     |
| 23 de Maio | Nascimento de Sacadura Cabral                | Celorico da Beira          |
| 23 de Maio | Elevação a cidade e fundação da diocese      | Portalegre                 |
| 25 de Maio | Outorgação do Foral de D. Afonso III (1250)  | Mirandela                  |
| 25 de Maio | Fundação do município (1835)                 | Santana (Madeira)          |
| 29 de Maio | Batalha de São Marcos (1385)                 | Trancoso                   |

### Junho
| Data        | Nome                                        | Concelhos |
| ----------- | ------------------------------------------- | --- |
| 1 de Junho  | Nascimento de José Falcão (1841)            | Miranda do Corvo |
| 1 de Junho  | Atribuição do foral manuelino (1512)        | Palmela |
| 1 de Junho  | Elevação a município (1914)                 | São Brás de Alportel |
| 7 de Junho  | Criação do município (1759)                 | Oeiras |
| 9 de Junho  | Atribuição do foral                         | Montalegre |
| 13 de Junho | Santo António                               | Aljustrel, Alvaiázere, Amares, Cascais, Estarreja, Ferreira do Zêzere, Lisboa, Proença-a-Nova, Reguengos de Monsaraz, Vale de Cambra, Vila Nova da Barquinha, Vila Nova de Famalicão, Vila Real, Vila Verde. Em Lisboa celebram-se especialmente nos bairros tradicionais, comendo sardinhas assadas e vendo as marchas populares na Avenida da Liberdade. |
| 14 de Junho | Elevação a cidade (1916)                    | Abrantes |
| 16 de Junho | Elevação a cidade                           | Espinho |
| 16 de Junho | Revolta de Olhão contra os Franceses (1808) | Olhão |
| 20 de Junho | Elevação a cidade                           | Ourém, Praia da Vitória |
| 20 de Junho | Elevação a vila e sede de concelho (1832)   | Vila Nova do Corvo |
| 22 de Junho | Atribuição do foral manuelino               | Vila Pouca de Aguiar |
| 24 de Junho | São João Baptista                           | Alcácer do Sal, Alcochete, Almada, Almodôvar, Angra do Heroísmo, Armamar, Arronches, Braga, Calheta (Madeira), Castelo de Paiva, Castro Marim, Cinfães, Figueira da Foz, Figueiró dos Vinhos, Horta, Lourinhã, Lousã, Mértola, Moimenta da Beira, Moura, Nelas, Porto, Santa Cruz das Flores, São João da Pesqueira, Tabuaço, Tavira, Valongo, Vila do Conde, Vila Franca do Campo, Vila Nova de Gaia, Vila do Porto. No Porto e em Braga, à noite, é o maior evento da cidade em que milhares de pessoas saem para as ruas com alhos porros e martelinhos (menos tradicionais) e são montados bailaricos em diversos pontos da cidade. Na ocasião também é comum lançar balões de ar quente em papel (balão de São João), e saltar a fogueira. O manjerico também faz parte dos acessórios da época. |
| 24 de Junho | Batalha de São Mamede (1128)                | Guimarães |
| 24 de Junho | Criação do município (1835)                 | Porto Santo |
| 24 de Junho | São Nuno de Santa Maria (1360)              | Sertã |
| 28 de Junho | Elevação a cidade (1984)                    | Barreiro |
| 29 de Junho | São Pedro                                   | Alfândega da Fé, Bombarral, Castro Daire, Castro Verde, Évora, Felgueiras, Macedo de Cavaleiros, Montijo, Penedono, Porto de Mós, Póvoa de Varzim, Ribeira Brava, Ribeira Grande, São Pedro do Sul, Seixal, Sintra |
| 29 de Junho | Criação do município (1501)                 | Lajes do Pico |

### Julho
| Data        | Nome                                  | Concelhos                                                         |
| ----------- | ------------------------------------- | ----------------------------------------------------------------- |
| 2 de Julho  | Batalha do Côa (1810)                 | Almeida                                                           |
| 3 de Julho  | Elevação a cidade                     | Seia                                                              |
| 4 de Julho  | Rainha Santa Isabel                   | Coimbra                                                           |
| 4 de Julho  | Fundação do município                 | Castanheira de Pera                                               |
| 7 de Julho  | Batalha de Salgadela (1664)           | Figueira de Castelo Rodrigo                                       |
| 8 de Julho  | Elevação a cidade                     | Amarante                                                          |
| 8 de Julho  | 1ª Incursão Monárquica (1912)         | Chaves                                                            |
| 10 de Julho | Elevação a cidade                     | Miranda do Douro                                                  |
| 11 de Julho | São Bento                             | Arcos de Valdevez, Santo Tirso                                    |
| 17 de Julho | Nascimento de António José de Almeida | Penacova                                                          |
| 18 de Julho | Fundação do município (1514)          | Nordeste (Açores)                                                 |
| 22 de Julho | Santa Maria Madalena                  | Madalena, Porto Moniz                                             |
| 24 de Julho | Santa Cristina                        | Condeixa-a-Nova                                                   |
| 24 de Julho | Criação do município                  | Pedrógão Grande                                                   |
| 25 de Julho | São Tiago                             | Cantanhede, Celorico de Basto, Mondim de Basto, Santiago do Cacém |
| 25 de Julho | São Tomé                              | Mira                                                              |
| 25 de Julho | São Cristóvão                         | Ovar                                                              |
| 26 de Julho | Criação do município                  | Loures                                                            |

### Agosto
| Data         | Nome                                | Concelhos                        |
| ------------ | ----------------------------------- | -------------------------------- |
| 10 de Agosto | São Lourenço                        | Paredes de Coura, Vimioso        |
| 13 de Agosto | Doação de Góis a Anaia Vestrares    | Góis                             |
| 14 de Agosto | Batalha de Aljubarrota (1385)       | Batalha                          |
| 16 de Agosto | Nossa Senhora do Socorro            | Peso da Régua, Ribeira de Pena   |
| 16 de Agosto | São Roque                           | São Roque do Pico                |
| 16 de Agosto | Nascimento de Couto Jardim          | Vila Viçosa                      |
| 17 de Agosto | Nossa Senhora do Castelo            | Coruche                          |
| 19 de Agosto | Elevação à categoria de vila        | Esposende                        |
| 20 de Agosto | Foral de D. Manuel I (1504)         | Albufeira                        |
| 20 de Agosto | São Bernardo                        | Alcobaça, Sátão                  |
| 20 de Agosto | Nossa Senhora da Agonia             | Viana do Castelo                 |
| 21 de Agosto | Elevação a cidade                   | Funchal                          |
| 22 de Agosto | Nossa Senhora das Graças            | Bragança                         |
| 24 de Agosto | São Bartolomeu                      | Baião, Ponte da Barca, Vila Flor |
| 25 de Agosto | Elevação a cidade (2007)            | Pinhel                           |
| 25 de Agosto | São Genésio                         | Penalva do Castelo               |
| 28 de Agosto | Festa de Nossa Senhora da Conceição | Barrancos                        |
| 29 de Agosto | Banho Santo                         | Aljezur                          |

### Setembro
| Data           | Nome                                    | Concelhos                                                         |
| -------------- | --------------------------------------- | ----------------------------------------------------------------- |
| 3 de Setembro  | Conquista da cidade aos mouros          | Silves (Portugal)                                                 |
| 7 de Setembro  | Nossa Senhora do Mont`Alto              | Arganil                                                           |
| 7 de Setembro  | Elevação a cidade                       | Faro                                                              |
| 7 de Setembro  | Elevação a município                    | Vendas Novas                                                      |
| 8 de Setembro  | Nossa Senhora da Luz                    | Lagoa, Ponta do Sol                                               |
| 8 de Setembro  | Nossa Senhora dos Remédios              | Lamego                                                            |
| 8 de Setembro  | Nossa Senhora do Castelo                | Mangualde                                                         |
| 8 de Setembro  | Nossa Senhora do Castelinho             | Marco de Canaveses                                                |
| 8 de Setembro  | Nossa Senhora da Estrela                | Marvão                                                            |
| 8 de Setembro  | Nossa Senhora da Vitória                | Montemor-o-Velho                                                  |
| 8 de Setembro  | Nossa Senhora da Natividade             | Murtosa                                                           |
| 8 de Setembro  | Nossa Senhora das Areias (ou da Nazaré) | Nazaré                                                            |
| 8 de Setembro  | Nossa Senhora da Piedade                | Odemira                                                           |
| 8 de Setembro  | Nossa Senhora da Cola                   | Ourique                                                           |
| 8 de Setembro  | Nossa Senhora do Rosário                | Sabrosa                                                           |
| 11 de Setembro | Criação do município                    | Amadora                                                           |
| 15 de Setembro | Santa Luzia                             | Fundão                                                            |
| 15 de Setembro | Nascimento de Bocage (Setúbal)          | Setúbal                                                           |
| 16 de Setembro | Santa Eufémia                           | Tondela                                                           |
| 19 de Setembro | Recebimento do foral de D. Dinis        | Vila de Rei                                                       |
| 20 de Setembro | Nossa Senhora das Dores                 | Ponte de Lima                                                     |
| 21 de Setembro | São Mateus                              | Sever do Vouga, Soure, Viseu                                      |
| 22 de Setembro | Elevação à categoria de vila            | Sardoal                                                           |
| 29 de Setembro | São Miguel Arcanjo                      | Cabeceiras de Basto, Fornos de Algodres, Penela, Resende, Tarouca |

### Outubro
| Data          | Nome                                               | Concelhos             |
| ------------- | -------------------------------------------------- | --------------------- |
| 1 de Outubro  | Recebimento do foral manuelino                     | Vila Nova de Cerveira |
| 4 de Outubro  | Criação do município                               | Câmara de Lobos       |
| 7 de Outubro  | Restauração do município                           | Oliveira de Frades    |
| 7 de Outubro  | Recebimento da notícia da Implantação da República | Oliveira do Hospital  |
| 11 de Outubro | Elevação a cidade e fundação do município          | São João da Madeira   |
| 15 de Outubro | Feira dos Gorazes                                  | Mogadouro             |
| 20 de Outubro | Elevação a cidade                                  | Covilhã               |
| 20 de Outubro | Foral de D. Manuel I (1514)                        | Terras de Bouro       |
| 22 de Outubro | Criação do município através do foral              | Grândola              |
| 27 de Outubro | São Gonçalo de Lagos                               | Lagos                 |

### Novembro
| Data           | Nome                           | Concelhos                                       |
| -------------- | ------------------------------ | ----------------------------------------------- |
| 6 de Novembro  | Criação do município           | Boticas, Paços de Ferreira, Rio Maior, Valpaços |
| 11 de Novembro | São Martinho                   | Alijó, Mêda, Penafiel, Pombal, Torres Vedras    |
| 19 de Novembro | Criação do município           | Odivelas, Trofa                                 |
| 23 de Novembro | Recebimento do foral manuelino | Gavião                                          |
| 24 de Novembro | Criação do município (1945)    | Entroncamento                                   |
| 24 de Novembro | Elevação a vila (1362)         | Sines                                           |
| 25 de Novembro | Santa Catarina                 | Calheta                                         |
| 27 de Novembro | Foral de D. Sancho I (1199)    | Guarda                                          |
| 30 de Novembro | Santo André                    | Mesão Frio                                      |

### Dezembro
| Data           | Nome                     | Concelhos |
| -------------- | ------------------------ | --------- |
| 11 de Dezembro | Elevação a cidade (1924) | Portimão  |